# 487 (szám)
A 487 (római számmal: CDLXXXVII) egy természetes szám, prímszám.

## A szám a matematikában
A tízes számrendszerbeli 487-es a kettes számrendszerben 111100111, a nyolcas számrendszerben 747, a tizenhatos számrendszerben 1E7 alakban írható fel.
A 487 páratlan szám, prímszám. Normálalakban a 4,87 · 102 szorzattal írható fel.
A 487 négyzete 237 169, köbe 115 501 303, négyzetgyöke 22,06808, köbgyöke 7,86761, reciproka 0,0020534. A 487 egység sugarú kör kerülete 3059,91124 egység, területe 745 088,38806 területegység; a 487 egység sugarú gömb térfogata 483 810 726,6 térfogategység.
A 487 helyen az Euler-függvény helyettesítési értéke 486, a Möbius-függvényé −1.